# Дедеагач
Дедеагач или Александруполис (на гръцки: Αλεξανδρούπολη, Александруполи, катаревуса: Αλεξανδρούπολις, Александруполис, на турски: Dedeağaç, Дедеагач) е град в Беломорска Тракия, североизточната част на Република Гърция. Градът е център на дем Дедеагач, част от регионална единица (преди ном или област) Еврос, регион (административната област) Източна Македония и Тракия. Градът е център и на Дедеагачката, Траянуполска и Самотракийска епархия на Църквата на Гърция.

## География
Градът е разположен на северния бряг на Бяло море на няколко километра западно от устието на река Марица (Еврос) в подножието на ниската планина Овчарица (Цопан). Наброява 55 000 жители.

## История

### В Османската империя
Дедеагач е сравнително нов град с кратка история. През 1847 година на мястото на града е съществувало кафене и караулен пост против контрабандисти След 1850 година рибари от околни села се събират на това място и образуват малко село, наречено Дедеагач, което в свободен превод от турски означава „старо дърво“ или „дърво на отшелник“. Според една версия името произхожда от вековния дъб, под сянката на който е живеел и/или се е намирал гробът на турския отшелник на име Деде, а според друга в тази местност е имало много дървета по крайбрежието.
През 1870 година започва строежът на железопътна линия, свързваща пристанището Дедеагач с Одрин, а по-късно със Солун и с Цариград. Железницата дава силен тласък за развитието на града. В 1877 година в града влизат руски войски през Руско-турската война и остават до края на мандата си по Берлинския конгрес. Тогава от руски инженери е изработен благоустройствения план на града. C него е развита мрежата от характерните прави широки булеварди, ориентирани перпендикулярно на морския бряг, на която градът се радва и днес. С участие на руски инженери е построен и прочутият Фар на Дедеагач. В 1897 г. е посрещнат прочутият Ориент експрес идващ от Солун и заминаващ към Одрин.
В 1900 година според Анастас Разбойников Дедеагач има 5400 жители в 555 гръцки къщи, 320 – турски, 45 – български, 60 – арменски, 30 – еврейски, 30 – цигански, 30 – други и 15 – влашки.
В 1888 година под натиск от местните българи в Дедеагач е открито архиерейско наместничество на Българската екзархия, като за пръв наместник е назначен Никола Шкутов, сменен в 1893 година от Дойчин Запрев, а по-късно от архимандрит Дионисий.
В 1897 година по време на Гръцко-турската война Османската империя и България се споразумяват за откриване на търговско представителство, като първият представител е Иван Хаджидимитров, заменен скоро от секретаря Дико Йовев като временно-управляващ. В 1901 година обаче агентството е закрито.
В 1892 година при наместничеството на отец Запрев в града е открита българската църква „Св. св. Кирил и Методий|Св. св. Кирил и Методий“, като особена заслуга за това имат братя Васил, Райчо и Илия Ковачеви от Райково, търговци на шаяци и гайтани, Петко Бобев и Браян Калоянов от Доганхисар, които са членове на българската църковна община в града. През 1891 година се открива и българско училище. През 1896 – 1900 година учител в Дедеагач е Кирил Христов Совичанов, а в 1900 – 1901 година учители са Иван Липошлиев, Ат. Думчев, Иван Чонтев, В. Атанасов и Фания Ташкова, по-късно жена на Георги Сивриев в Одрин. През 1901 – 1902 година на мястото на двама напуснали идват Георги Василев и Д. Стамболов от Драбишна, който обаче е изгонен от властите в Драбишна и е заменен от Никола Лулчев. В 1902 – 1903 година нови учители са Ралю Стоянов, Иван Грудев, Стефан Николов, Ал. Стойков и Елисавета Шопова, а на следващата година нов учител е Георги Димитров от Скребатно, който замества Грудев като главен учител.
В Дедеагач през учебната 1905 – 1906 г. работят три български училища – две основни и едно трикласно „Св. св. Кирил и Методий“.
През 1909 година е избран първият български кмет на Дедеагач – Никола Табаков.
| Екзархийски архиерейски наместници | Екзархийски архиерейски наместници | Екзархийски архиерейски наместници |
| Име                                | От                                 | Години                             |
| ---------------------------------- | ---------------------------------- | ---------------------------------- |
| 1. Никола Шкутов                   | Горно Броди                        | 1888 – ?                           |
| 2. Иван Попандонов                 | Воден                              | ? – 1893                           |
| 3. Дойчин Запрев                   | Зарово                             | 1893 – 1897                        |
| 4. архимандрит Дионисий            | Струмица                           | 1897 – ?                           |
| 5. отец Тодор Попниколов           | Райково                            | ? – ?                              |
| 6. Иван Шишков                     | Здралци                            | 1908 - ?                           |

### В България
При избухването на Балканската война в 1912 година 11 души от Дедеагач са доброволци в Македоно-одринското опълчение.
На 6 ноември 1912 Сборната конна бригада на полковник Танев, подсилена с 2-ра бригада на Македоно-одринското опълчение освобождават Дедеагач. Следвайки движението на корпуса на Мехмед Явер паша, Танев насочва войските обратно в Софлу, а в Дедеагач оставя около 150 опълченци. На 13 ноември и основните български сили – Родопският отряд на ген. Стилиян Ковачев влизат в града. По Лондонския мир от 17 (30) май 1913 г. градът е отстъпен на победителите. По време на Междусъюзническата война на 28 и 29 юни гръцката флота бомбардира града, а на 12 юли 1913 г. гръцки войски окупират Дедеагач. По подписания на 28 юли (10 август) 1913 г. Букурещки мирен договор между България, Румъния, Сърбия, Черна гора и Гърция, цяла Беломорска Тракия заедно с Дедеагач става част от държавната територия на България.
В покрайнините на Дедеагач през септември 1913 г. намират временно убежище 11 780 български бежанци от 17 села от околиите Гюмюрджинска, Дедеагачка, Софлийска, Ференска и Ортакьойска. С тях имало добитък до 100 хиляди овце и кози, а едър добитък до 30 хиляди глави, коне и мулета до 25 хиляди.
След включването на България в Първата световна война през октомври 1915 г. градът е бомбардиран от британския флот.
На 1. Х.1919 над 20 000 българи се събират на протестен митинг в града срещу заплахата за откъсване от България, но с Ньойския договор от 27 ноември 1919 г. управлението на Беломорска Тракия се поема от Антантата. Според преброяването, извършено от френските военни власти през 1920 година, градът има 7222 жители, от които 3900 българи, 2500 гърци, 512 арменци, 165 евреи, 195 турци.

### Мандат на Антантата
След подписването на Солунското примирие в края на Първата световна война Дедеагач, заедно с цялото българско Беломорие, е окупиран от френски войски. Според чл. 48 на Ньойския мирен договор, от 27 ноември 1919 г. Западна Тракия преминава в съвместно владение на петте велики държави измежду съюзниците от Съглашението, като се уточнява, че нейната „съдба впоследствие ще бъде определена“ от тях. Те, от своя страна, „се задължават да се гарантира свободата на икономическите изходи на България на Егейско море“.
По време на междусъюзническото управление България все още запазва, макар и ограничен, своя достъп до Средиземно море. В „Междусъюзническа Тракия“ се установява „автономен“ режим (15.10.1919 – 28.05.1920 г.), начело с френския генерал Шарл Шарпи. На мирната конференция в 1919 г. САЩ и лично президента Удроу Уилсън категорично се противопоставят на политиката България да бъде жестоко наказана провеждана най-вече от Британия. Америка защитава позицията, че Беломорска Тракия не може да се откъсва от територията на България, в оформянето на тази позиция участва и американския шарже д'афер в София Мърфи (Murphy), представил на конференция на Париж документи за българския характер на Тракия, Добруджа и Македония. Британците скланят на „компромис“ с автономна тракийска квазидържава, но в рамките и в границите на гръцката държава (август 1919 г.), предложението не решава нищо и е отхвърлено от американските дипломати. Франция дава идеята за свободна Западна Тракия, включваща българските малцинства, това решение получава подкрепата на САЩ от техния представител Полк (Polk), но Венизелос яростно се противопоставя с единствения аргумент, че това би отделило Одринска Тракия, която следва да се даде на Гърция. В крайна сметка президентът Уилсън, крайно неудовлетворен от налаганата късогледа и отмъстителна позиция на европейските си съюзници спрямо победените, залагаща причините за нова световна война, напуска конференцията и САЩ формално са представлявани от второстепенни служители. Тогава на международно ниво на България, въпреки отнемането на Беломорска Тракия, е предоставена възможността в Беломорието да се установи територия под българско управление, великите сили предлагат на България да се отстъпи зона от 3 000 000 m² (3 km по брега с 1 km дълбочина) на крайбрежието от Дедеагач до Макри, където тя да построи ново пристанище под свой суверенитет, но Стамболийски поради липсата на териториална връзка и възможния статут на арендувана за 100 години територия отказва, в крайна сметка Гърция е задължена единствено да предостави свободен икономически излаз на България на Бяло море с чл. 48 от Ньойския договор, което свое задължение тя напълно погазва.

### Първо гръцко управление
На 14 май 1920 година гръцката армия влиза в града след предаването на Западна Тракия на Гърция. Тогава градът се преименува за кратко на Неаполис, а после на Александруполис, в чест на тогавашния гръцки крал Александрос I, който непосредствено след развоя на тези събития е посетил града заедно с министър-председателя Елевтериос Венизелос. Великите сили предлагат на България да се отстъпи за 99 години зона от 3 000 000 m² на крайбрежието между Дедеагач и Макри, където тя да построи ново пристанище под свой суверенитет (дебуше), но в крайна сметка Гърция е задължена единствено да предостави свободен икономически излаз на България на Бяло море с чл. 48 от Ньойския договор, което свое задължение тя напълно погазва.

### Второ Българско управление
В резултат на успеха на операция Марита в 1941 г. Гърция капитулира. На 20 април 1941 г. Втора армия заема Беломорието и областта отново е българска. Българската войска отново влиза в Дедеагач. С акт на Народното събрание от 14 май 1941, точно 21 години от печалната дата когато градът е даден на Гърция, Дедеагач заедно с цялото Беломорие отново е част от България, второ по значение българско пристанище на Бяло море след Кавала и база на Българския беломорски флот. Българин отново е кмет на Дедеагач – Иван Попянчев.
След примирието със съюзниците към 17 ноември 1944 г. българските войски са оттеглени. Гръцкият суверенитет над Дедеагач и останалата част от Западна Тракия е потвърден с Парижкия мирен договор на 10 февруари 1947 г.

## Население
Численост на населението според преброяванията през годините:
| Година на преброяване | Численост |
| 1991                  | 38 939    |
| 2001                  | 49 724    |
| 2011                  | 57 812    |

### Етнически състав
Българи
През 2011 г. българската общност в града създава свое дружество, на име: Културно – образователното обединение на българите в района на Източна Македония и Тракия. През 2013 г. към дружеството е създадено Българско неделно училище „Васил Левски“.

## В днешно време
Футболният клуб на града се нарича Еноси Тракис (в превод Тракийско единство) и играе на стадион „Фотис Космас“ в града.
Днес Дедеагач е приветлив съвременен европейски средиземноморски град, транспортен център със значимо пристанище. Модерният му образ се съчетава с весел нощен живот и спокойствие, подобно на Гюмюрджина и Кавала, което е трудно да се намери в неврастеничните Солун и Атина.

## Други
На Дедеагач е наречена улица в квартал „Стрелбище“ в София (Карта).

## Побратимени градове
- Бургас, България
- Хасково, България

## Личности
Родени в Дедеагач
- Антим Дедеагачки (р. 1962), митрополит на Дедеагачка епархия
- Атанас Сиркаров (1919 – 1989), архитект и историк
- Димитър Митрев (1919 – 1976), писател
- Здравец Наумов Иванов (4 август 1919 - ?), завършил в 1942 година лесовъдство в Софийския университет[26]
- Йордан Спиров (1880 - 1903), български революционер на ВМОК, четник при Стоян Бъчваров, загинал при сражението с турски аскер в Карбинци[27]
- Кънчо Хатибов (? – 1916), български военен деец, поручик, загинал през Първата световна война[28]
- Мария Силянова-Симеонова (1921 – ?), българска журналистка[29]
- Никола Митрев, български революционер от ВМОРО, четник на Тане Николов[30]
- Никола Табаков (1862 – 1938), общественик и революционер
- Тодор Апостолов, македоно-одрински опълченец, 19-годишен, бакърджия, ІІІ отделение, 1 рота на 10 прилепска дружина, медал „За военна заслуга“[31]
- Петър Г. Чапкънов, български революционер от ВМОРО, четник на Кръстьо Българията[32]
- Тодор Динов (1919 – 2004), художник, аниматор, режисьор
- Юрдан Велков Петров (? – 1916), български военен деец, поручик, загинал през Първата световна война[33]

Починали в Дедеагач
- Владимир Илиев Петрунов (1920 – 1944), български военен деец, поручик, загинал през Втората световна война[34]
- Никола Станчев Мерджанов (? – 1915), български военен деец, поручик, загинал през Първата световна война[35]
- Славко (Славчо) Йосифов (1888 – 1912), македоно-одрински опълченец, 2 рота на 6 охридска дружина, орден „За храброст“, загинал през Балканската война[36]